# فيكتورين لوريل
فيكتورين لوريل (ولد في 20 أغطسط 1951 في غوادلوب) هو سياسي فرنسي.
كان عضواً في الحزب الاشتراكي (PS)، شغل بين عامي 2001 و2012 منصب عمدة السكان القدامى، ونائب ورئيس المجلس الإقليمي لغوادلوب . كان وزيراً للخارجية من 2012 إلى 2014 ضمن حكومات أيرولت.
كما شغل منصب رئيس المجلس الإقليمي لمقاطعة جوادلوب الفرنسية ما وراء البحار من عام 2004 حتى عام 2015. وبدأت ولايته في 15 أغسطس 2004 وتم تجديدها في 14 مارس 2010. وفي مايو 2012، تم تعيينه وزيرًا لما وراء البحار في فرنسا في حكومة جان مارك أيرولت وتم استبداله في الجمعية الوطنية بمرشحته التكميلية هيلين فاينكيور كريستوف. ومع ذلك، في 23 مارس 2014، خسر الانتخابات المحلية في Vieux-Habitants، واعتبارًا من 2 أبريل 2014، لم يتم إعادة تعيينه في حكومة فالس. في 13 ديسمبر 2015، خسر الانتخابات الإقليمية في غوادلوب.
| سنة  | غادر | غادر    | الدائرة الانتخابية | صوت  | %        | رتبة           | تم الحصول على مقاعد |
| ---- | ---- | ------- | ------------------ | ---- | -------- | -------------- | ------------------- |
| 2017 |      | ملاحظة. | جوادلوب            | 301  | 38.8     | 1الأول {{{1}}} | 2 / 3               |
| 2023 | 178  | ملاحظة. | جوادلوب            | 23.0 | 2الثانية | 1 / 3          |                     |